# Prochoerodes anfractata
Prochoerodes anfractata là một loài bướm đêm trong họ Geometridae.